# Arisaema cucullatum
Arisaema cucullatum är en kallaväxtart som beskrevs av Mitsuru Hotta. Arisaema cucullatum ingår i släktet Arisaema och familjen kallaväxter. Inga underarter finns listade.